# معاملة العمالة من جنوب آسيا في منطقة مجلس التعاون الخليجي

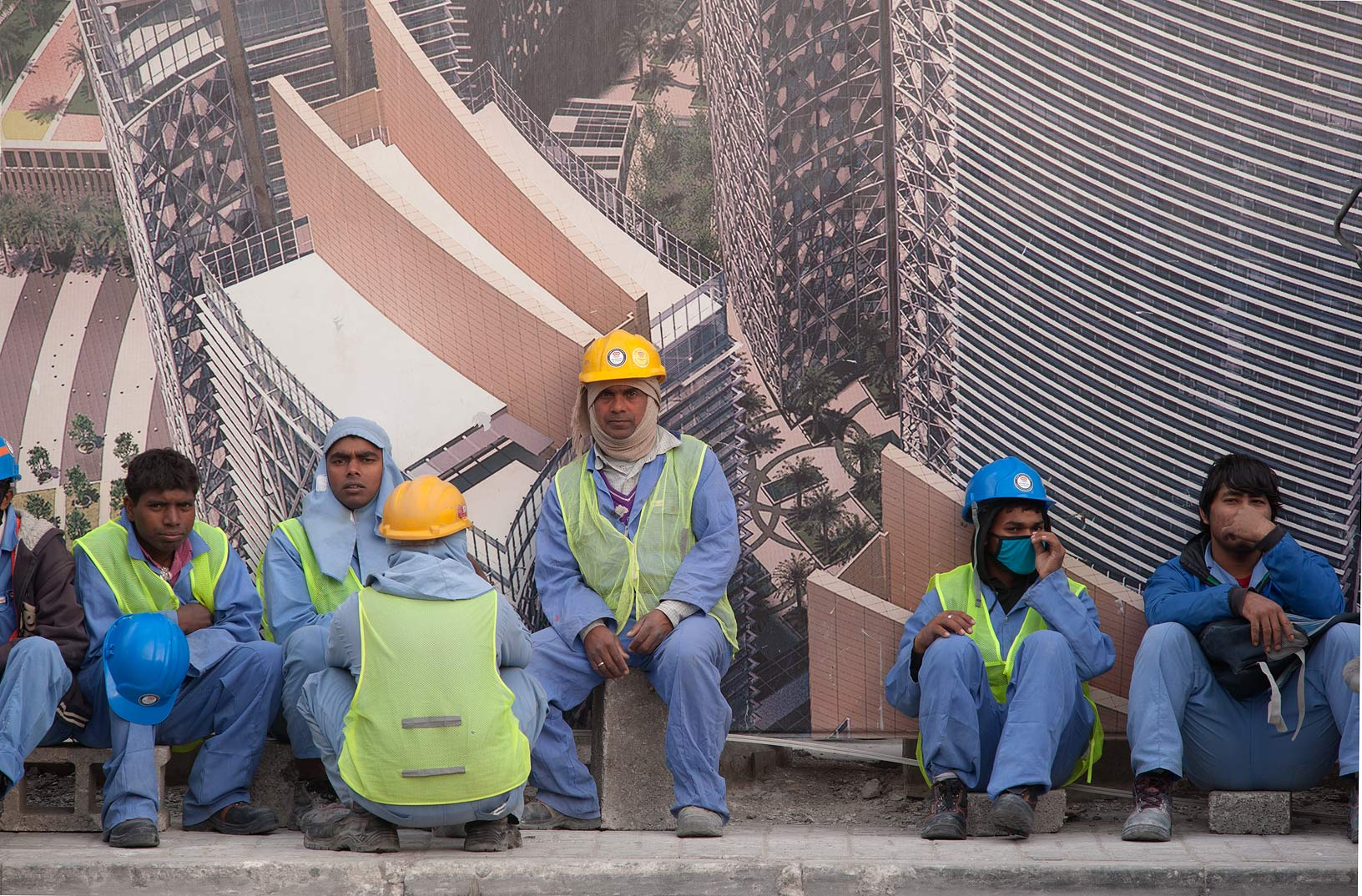
عمال مهاجرون في الدوحة، قطر.

تعد معاملة العمال من جنوب آسيا في منطقة مجلس التعاون الخليجي قضية مستمرة بين أعضاء رابطة جنوب آسيا للتعاون الإقليمي (SAARC) ودول مجلس التعاون الخليجي الغنية بالنفط.. بدأ العدد الكبير الحالي من المهاجرين من جنوب آسيا إلى الخليج العربي في الستينيات، عندما أدى الطفرة النفطية في دول الخليج العربية إلى ظهور العمال المهاجرين.. وزاد هذا مع تطور المدن الكبرى الكبرى. مع نمو المدن الكبرى في دبي والدوحة والرياض ،  زادت الحاجة إلى عمال البناء.. تم التعاقد مع مهاجرين من بوتان ونيبال وباكستان والهند وسريلانكا وبنغلاديش وجزر المالديف لتطوير ناطحات السحاب المتنامية.. تم جلب العديد من هؤلاء المهاجرين إلى دول مجلس التعاون الخليجي بموجب نظام الكفالة ، وهو نظام قائم على الكفيل يستخدم في دول مجلس التعاون الخليجي، والذي تعتبره العديد من جماعات حقوق الإنسان استغلالياً للغاية، حيث تتم مصادرة جوازات سفرهم وإجبارهم على العمل في وظائف منخفضة الدخل.. وظروف مستوية، داخل أحياء سكنية ضيقة، مقابل راتب منخفض، وأحيانا حتى بدون الأجر المستحق؛ عندما يتم إثارة الاستغلال أو فضحه من قبل وسائل الإعلام أو العمال، نادراً ما تتم معاقبة أصحاب العمل..   

## سكان السجون
تضم دول مجلس التعاون الخليجي أكبر عدد من السجناء الباكستانيين.. 
ويوجد 2224 هنديًا في السجون في المملكة العربية السعودية و1606 في الإمارات العربية المتحدة.. 
في مايو 2020ء، سُمح لـ 1000 عامل بنغلاديشي كانوا في السجون ومعسكرات الاعتقال في الشرق الأوسط بالعودة إلى ديارهم.. وبعد أسبوعين من ذلك، أُعيد 29 ألف عامل بنغلادشي إلى وطنهم.. 

## الإتجار بالأطفال
ويتم تهريب آلاف الصبية من باكستان وبنغلادش إلى الشرق الأوسط حيث يجبرون على العمل في سباقات الهجن.. ولأن الذين يفوزون بالسباقات عادةً يكونون صغار الحجم، يتم اختطاف الأطفال الأصغر سناً.. 
وأولئك الذين يجذبون الأطفال الباكستانيين يقدمون أنفسهم على أنهم رجال أثرياء يقدمون لهم التعليم.. بعد اختطافهم، يجبرون على الاستيقاظ مبكرًا جدًا ثم يتم ربطهم على الجمال.. ونظرًا لأن الجمال تجري بسرعة كبيرة، غالبًا ما يسقط الأولاد ويتعرضون للدهس، مما يتسبب في كسر أطرافهم وتلف الأعضاء.. 
طلبت منظمات الإغاثة الدولية من دول الشرق الأوسط إنهاء استخدام أطفال شبه القارة الهندية في سباقات الهجن.. 

## اتهامات بالإرهاب
طردت السعودية 40 ألف عامل باكستاني خلال أربعة أشهر في نهاية عام 2016ء وأوائل عام 2017ء، بدعوى مخاوف أمنية.. 
طالب عبد الله السعدون، رئيس اللجنة الأمنية بمجلس الشورى، بفحص المواطنين الباكستانيين قبل السماح لهم بدخول السعودية. .
نافذة تواصل من وزارة الداخلية في المملكة العربية السعودية أعلن أن 82 باكستانيًا محتجزون في السجن كمشتبه بهم بالإرهاب.. 

## العلاج في نظام العدالة الجنائية
وأشار المعتقلون الباكستانيون وعائلاتهم إلى التمييز ضدهم في نظام العدالة الجنائية السعودي والمحاكم السعودية.. تعدم المملكة العربية السعودية باكستانيين أكثر من أي شخص من أي جنسية أخرى.. 
قال أفراد عائلات المعتقلين الباكستانيين إن نظام العدالة الجنائية السعودي لا يهتم بالظروف التي جلب فيها المتهم المخدرات إلى الشرق الأوسط.. 
يعاني المعتقلون الباكستانيون في سجون الشرق الأوسط من ظروف سيئة في السجن، مثل عدم وجود نظام صرف صحي مناسب وعدم وجود ملاءات للنوم.. 
وقال رئيس الأمن العام في دبي ، ضاحي خلفان تميم ، وهو رئيس الأمن العام في دبي برتبة فريق ، إن "الباكستانيين يشكلون خطراً خطيراً على الجاليات الخليجية بسبب المخدرات التي يجلبونها معهم إلى بلداننا". وقال إن البنغلاديشيين لديهم ميول إجرامية.. 

## ضرب العمال
اشتكت عاملات المنازل البنغلاديشيات، مثل شيفالي بيجوم، من تعرضهن للضرب بالأسلاك والعصي لمجرد طلبهن الطعام.. 
أبلغت النساء الآسيويات عن تعرضهن للاختناق واللكم.. 

## قضايا الرواتب
عندما سافر العمال الباكستانيون إلى قطر للعمل على بناء ملعب كأس العالم، لم يحصل العديد منهم على الرواتب المستحقة لهم.. تم إنهاء عقد عامل من باكستان يُدعى قادر بخشي عندما طلب دفع أجره.. ولقي 18 شخصا آخرين نفس المصير.. 
وفي التقارير التي نشرتها منظمات مثل منظمة العمل الدولية وهيومن رايتس ووتش ، تم الكشف عن أن الحكومة القطرية اعتمدت حدًا أدنى للأجور غير تمييزي في مارس 2021ء ينطبق على جميع العمال، من جميع الجنسيات، في جميع القطاعات، بما في ذلك العمل المنزلي.. وشهد ما مجموعه 13 في المائة من القوى العاملة (280 ألف شخص) ارتفاع أجورهم إلى الحد الأدنى الجديد منذ صدور التشريع الجديد.. كما أضاف مايكل بيج، نائب المدير التنفيذي لقسم الشرق الأوسط وشمال أفريقيا في هيومن رايتس ووتش، بعد تحليل هذه الإصلاحات، أن "الإصلاحات العمالية الجديدة في قطر هي من أهم الإصلاحات حتى الآن، ويمكن، إذا تم تنفيذها بفعالية، أن تحسن بشكل كبير ظروف معيشة العمال المهاجرين وعملهم". .  
تلقت وزارة الخارجية الهندية أكثر من 9500 شكوى بين يناير/كانون الثاني ويونيو/حزيران 2019ء بشأن عدم دفع الرواتب، وعدم الحصول على أيام إجازة، وعدم منحهم تأشيرات للعودة إلى الوطن. .

## ظروف العمل

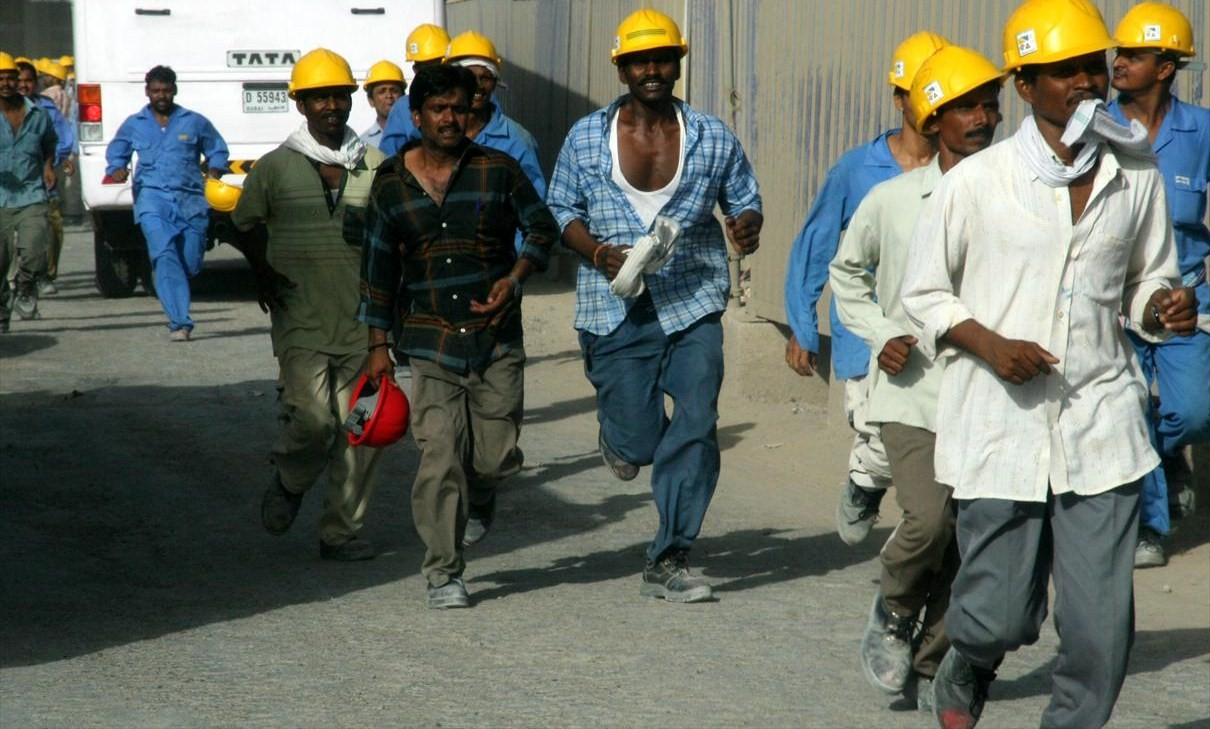
عمال مهاجرون في برج دبي.

وفي قطر، كان على منظمة هيومن رايتس ووتش التدخل بعد وفاة مئات العمال من جنوب آسيا أثناء عملهم في البناء.. 
عندما بدأ فيروس كورونا في الانتشار، كان العمال من جنوب آسيا يعيشون في ظروف غير صحية دون أي وسيلة..
واعترافًا بظروف العمل السيئة، أدخلت قطر إصلاحات مهمة في مجال العمل والكفالة لجميع العمال في عام 2020ء.. أدى ذلك إلى إنهاء نظام العمل القسري في قطر وتحسين ظروف معيشة وعمل العمال المهاجرين، بغض النظر عن جنسيتهم.. وفي عام 2020ء، أصبحت قطر ثاني دولة في منطقة الخليج تحدد حدًا أدنى لأجور العمال المهاجرين، بعد الكويت.. 
في عام 2021ء، أدخلت قطر حدًا أدنى جديدًا وغير تمييزي للأجور لتعزيز سوق العمل لديها.. ولضمان الامتثال، قامت حكومة قطر بتعزيز الكشف عن الانتهاكات وسنت عقوبات أسرع وعززت قدرة مفتشي العمل.. 

## الظروف المعيشية
ووثقت بيغوم، المتخصصة في دراسة المملكة العربية السعودية، روايات عن نساء من جنوب آسيا ينمن على أرضيات غرف التخزين عندما ذهبن إلى الشرق الأوسط.. 

## الاعتداء الجنسي على العمال
العديد من العاملات البنغلاديشيات في الشرق الأوسط يصبحن حوامل بعد تعرضهن للاعتداء الجنسي من قبل أصحاب العمل..  وكانت أكثر من 100 عاملة بنغلادشية تعيش في ملاجئ في المملكة العربية السعودية، وقلن إنهن تعرضن لجميع أنواع الانتهاكات هناك، بما في ذلك الاستغلال الجنسي.. 
أصدرت المحكمة الابتدائية الشرعية بالشارقة حكماً على مواطن مصري بتهمة اغتصاب ربة منزل هندية في الإمارات.. وحكم عليه بالسجن لمدة عشر سنوات.. 
ألقت الشرطة الإماراتية القبض على المستشار الباكستاني محمد سعد، واقتادته إلى مدينة أبو ظبي حيث تم إجباره على القيام بأفعال جنسية ثم تعرض للاغتصاب.. كانت ملابسه ممزقة. عندما عاد إلى وطنه باكستان، تم تشخيص إصابته باضطراب ما بعد الصدمة . 
وقد سجلت بيغوم حالات اقتحم فيها رجال من الشرق الأوسط غرف العمال المهاجرين الذين كانوا يقيمون فيها واغتصبوهن.. 
كثيراً ما تُتهم النساء المهاجرات في المملكة العربية السعودية بجريمة الخلوة بسبب الاختلاط بأشخاص من الجنس الآخر.. 

## قضايا التأشيرة
في 18 نوفمبر 2020ء، حظرت الإمارات إصدار تأشيرات للمواطنين الباكستانيين. 
وفي عام 2012ء، توقفت الإمارات عن إصدار تأشيرات للمواطنين البنغلاديشيين بدعوى وجود وثائق مزورة. 
وفي أبريل 2014ء، جددت الكويت حظرها على منح التأشيرات لجميع الباكستانيين. 
في 90% - 95% من الحالات، تتم مصادرة جوازات سفر العمال من جنوب آسيا من قبل أصحاب العمل أو الكفلاء.. 

## تحرش
وواجه الباكستانيون المسافرون في الشرق الأوسط مضايقات من الركاب القطريين على متن الطائرة.. وفي يوليو/تموز 2016ء، تعرض زوج المسافرة الباكستانية كهكاشان خالد للاعتداء على متن طائرة من قبل قطريين لأنه قام بإمالة مقعده حتى يتمكن الطفل من النوم.. 
أخبر أصحاب العمل النساء من جنوب آسيا أنهم اشتروهن، وبالتالي يمكنهم أن يفعلوا بهن ما يحلو لهن.. 
أمر صاحب العمل سيدة باكستانية تبلغ من العمر 31 عامًا بإعداد وجبة الإفطار له في عطلات نهاية الأسبوع، وعندما قالت إنها لا تريد ذلك، هددها بطردها وترحيلها إلى باكستان، وتم قطع راتبها عندما رفضت ورئيسها العمل. حتى أنها اتصلت بعائلتها في باكستان لإبلاغهم عنها. وظل زميل آخر يتصل بها في منتصف الليل عندما لم تقبل عرضه.. 

## عنصرية
قال السائق الباكستاني بشير أحمد من بيشاور إن السعوديين يطلقون عليه وعلى أصدقائه لقب "بنغاليين أو هنديين أو باكستانيين" كما لو كانت هذه ألفاظ مسيئة وليست جنسيات.  منعت الحكومة السعودية مواطنيها من الزواج من الباكستانيين والبنغلاديشيين والبورميين الذين يعيشون في المملكة. وردت صحيفة "دون" الباكستانية باتهام المملكة بالعنصرية.. 

## مشاكل مع نظام الكفالة

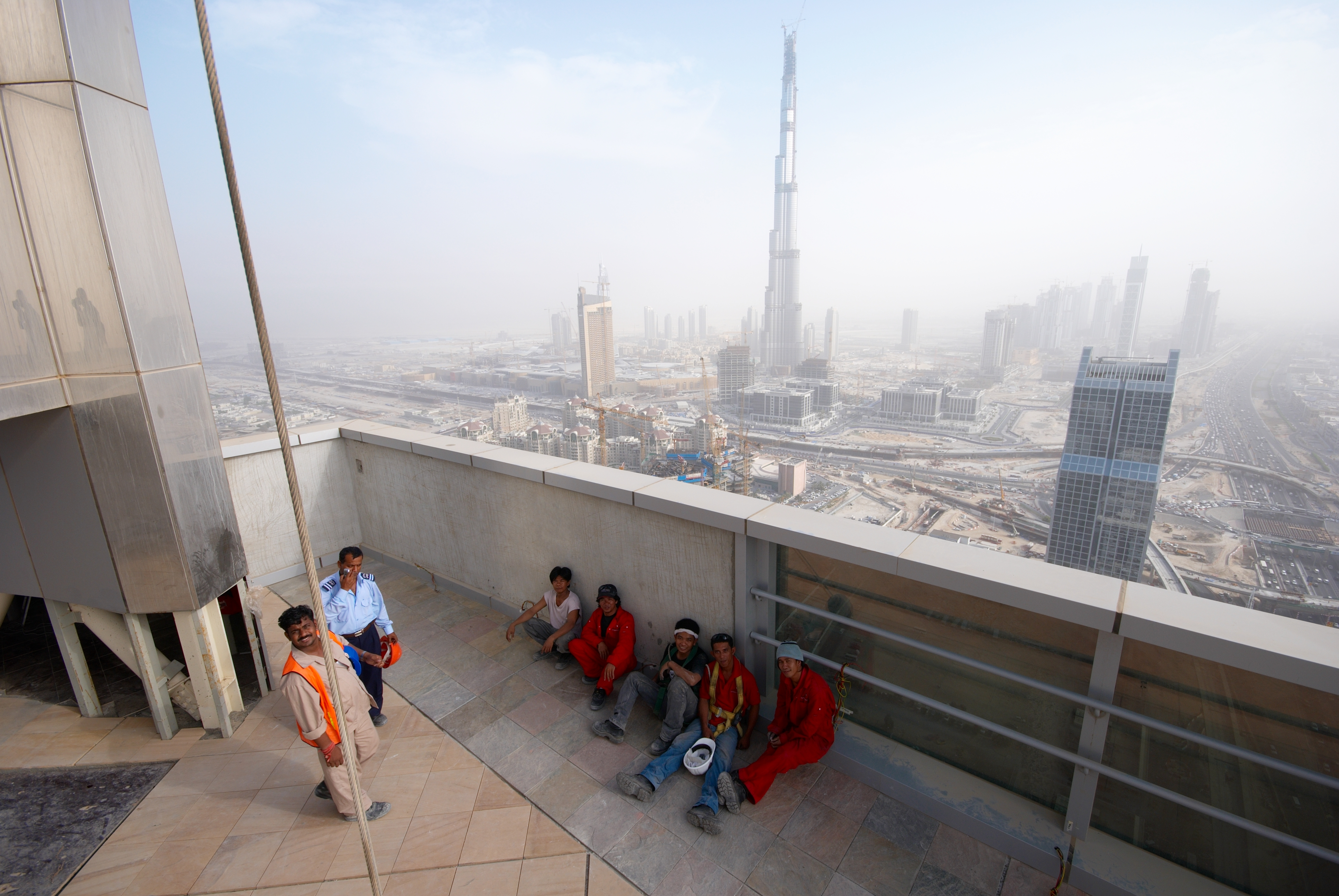
عمال مهاجرون في الطابق العلوي من برج أنجسانا.

يعد نظام الكفالة قضية رئيسية بالنسبة للعمال من جنوب آسيا في منطقة الخليج العربي .. الممارسة الأكثر شيوعًا هي أخذ جوازات سفرهم. يتم استخدام المزيد من الحرمان من الحقوق من خلال الافتقار إلى السكن المناسب، والإساءة اللفظية في بعض الأحيان، ومصادرة الأجور. وتواجه عاملات المنازل أيضًا الاعتداء الجسدي والجنسي، وأغلبهن من الهند وبنغلاديش..    يقال إن نظام الكفالة يمنح أصحاب العمل في الشرق الأوسط صلاحيات غير مقيدة على العمال في شبه القارة الهندية.. 

## أنظر أيضا
- العمال المهاجرون في منطقة مجلس التعاون الخليجي